# Kain (Oper)
Kain ist eine Musikalische Tragödie in einem Aufzug von Eugen d’Albert. Das Libretto verfasste Heinrich Bulthaupt. Die Uraufführung der Oper war am 17. Februar 1900 am Königlichen Opernhaus Berlin.

## Handlung
Die erste Familie befindet sich des Abends vor der Hütte Adams. Hanoch möchte wissen, wie es im Paradiese gewesen sei. Plötzlich erscheinen Abel die paradiesischen Erinnerungen (Ein Glanz bricht durch der Bäume Wipfel), die sein Bruder Kain nicht teilen kann. Adam verharrt in seiner Ergebenheit und spricht ein Nachtgebet (Abend und Morgen preisen dich, Herr). Alle außer Kain gehen in die Hütte zur Nachtruhe. Kain, nun allein, fordert den Herrn auf, mit ihm zu reden (Hervor aus Wolken- und Sternendrang, aus Feld und Meergrund, wo der Herrscherthron dir bereitet. Hervor!). Während dieses Gebets steigt Lucifer aus dem Felsen im Hintergrund empor, Kain erschrickt vor der finsteren Gestalt. Auf die Klage Kains erwidert Lucifer: Durch mich ward euch, was euch taugt: Werden und Wechsel, Glück und Verzweiflung, Gut und Böse, Leben und – Tod. Kain erkennt erschrocken in Lucifer die Schlange. Trotzdem verführt Lucifer Kain dazu, im Tod die Erlösung vor dem irdischen Leid zu sehen. Da der Morgen graut, verschwindet Lucifer.
Die Sonne geht auf, Abel tritt aus der Hütte (Selig der Schlummer. Seliger noch, dem nahenden Morgen entgegen zu harren) und weckt durch seinen Ruf Kain. Es kommt zu einem Streit zwischen den Brüdern. Kain will ein Opfer Abels zerschlagen, aber Abel fällt ihm in den Arm. Der Streit wird heftiger, und Kain zertrümmert mit einer Axt den Altar. Rasend erschlägt er schließlich Abel. Der Herr ruft: Kain, Kain, wo ist dein Bruder Abel? Kain versucht vergeblich, seine Tat zu leugnen. Die übrige Familie tritt aus der Hütte und wird des furchtbaren Geschehens gewahr. Kain ist entschlossen, auch seinen Sohne Hanoch zu töten, den Adah schreiend birgt. Adam geht mit der Axt dazwischen, wird aber von Adah aufgehalten. Kain ist zutiefst erschüttert und umschließt Frau und Kind. Ein Gewitter zieht auf, der Herr verhängt die Erbsünde.